# Sosnovi (Krasnodar)
Sosnovi (del ruso: Сосновый) es un posiólok del raión de Tuapsé del krai de Krasnodar, en el sur de Rusia. Está situado en las estribaciones meridionales del extremo oeste del Cáucaso Occidental, al oeste cabo Shiroki y de la bahía de Nébug de la orilla nororiental del mar Negro, 13 km al noroeste de Tuapsé y 96 km al sur de Krasnodar, la capital del krai.  Tenía 611 habitantes en 2010.
Pertenece al municipio Nébugskoye.

## Historia
Las casas de reposo Sosnovi 1.º de Mayo fueron registradas como población el 24 de octubre de 1958.

## Nacionalidades
De los 591 habitantes con que contaba en 1989, 517 eran de etnia rusa, 48 de etnia ucraniana, 10 de etnia armenia y 2 de etnia adigué.

## Transporte
Por la localidad pasa la carretera federal M27 Novorosíisk-Tuapsé.